# Moraea marginata
Moraea marginata är en irisväxtart som beskrevs av John Charles Manning och Peter Goldblatt. Moraea marginata ingår i släktet Moraea och familjen irisväxter. Inga underarter finns listade i Catalogue of Life.